# Horst Wessel
Horst Ludwig Georg Erich Wessel (Bielefeld, Westfalia, 9 de octubre de 1907-Berlín, 23 de febrero de 1930) fue un líder de choque (stürmführer) de la Sección de Asalto (Stürmabteilung) conocida popularmente como "Camisas Pardas" que era, a su vez, el ala paramilitar del Partido Nazi. Wessel es especialmente conocido por haber sido el autor de la canción «Die Fahne hoch», que fue posteriormente denominada «Horst-Wessel-Lied». Su muerte en 1930 fue profusamente utilizada por la propaganda del partido durante los siguientes años, que lo elevó a la categoría de «mártir» del nazismo.

## Biografía

### Infancia y primeros años
Nació el 9 de octubre de 1907 en Bielefeld, perteneciente entonces a la provincia prusiana de Westfalia, en el seno de una familia con fuerte arraigo luterano. Cuando pasaron a residir en Berlín, la familia vivía en la (calle) Judenstraße, la cual en el período medieval había sido el centro de la comunidad judía berlinesa. La negativa de Horst a seguir los pasos del padre —que era ministro luterano— fue con posterioridad la fuente de numerosos conflictos entre ambos. La familia Wessel, principalmente por influencia del padre, apoyaba de forma entusiasta al Partido Nacional del Pueblo Alemán (DNVP), y de hecho Horst Wessel, cuando tenía quince años, se unió a las juventudes del DNVP, la Bismarckjugend. Pronto se convirtió en un líder local de las juventudes nacionalistas, participando habitualmente en reyertas callejeras contra militantes de las juventudes de los partidos izquierdistas, tanto del Partido Socialdemócrata (SPD) como del Partido Comunista (KPD).
Asistió a la Volksschule —escuela primaria— en Cölln, entre 1914 y 1922, y posteriormente realizó sus estudios de secundaria en el Königstädtisches y el Luisenstädtisches Gymnasium, donde logró aprobar su examen de Abitur. En 1926 Wessel empezó sus estudios superiores en la Friedrich Wilhelm Universität.

### Afiliación a las SA
Hacia 1926 se había convertido en un militante «demasiado radical» para el DNVP, por lo que desde el partido se tomó la decisión de expulsarlo. No obstante, a finales de año Wessel ya se había unido al Partido Nacionalsocialista Obrero Alemán (NSDAP) y su organización paramilitar, la Sturmabteilung (SA). Horst Wessel se vio atraído en parte por la dialéctica socialista adoptada por los grupos nacionalsocialistas del norte de Alemania. También quedó impresionado por Joseph Goebbels, el Gauleiter —líder regional— del partido en Berlín, del cual llegó a comentar: «No había nada que [Goebbels] no pudiera manejar. Los camaradas del partido se aferraban a él con gran devoción. La SA se habría dejado cortar en pedazos por él. Goebbels —era como el propio Hitler. Goebbels— era nuestro Goebbels».

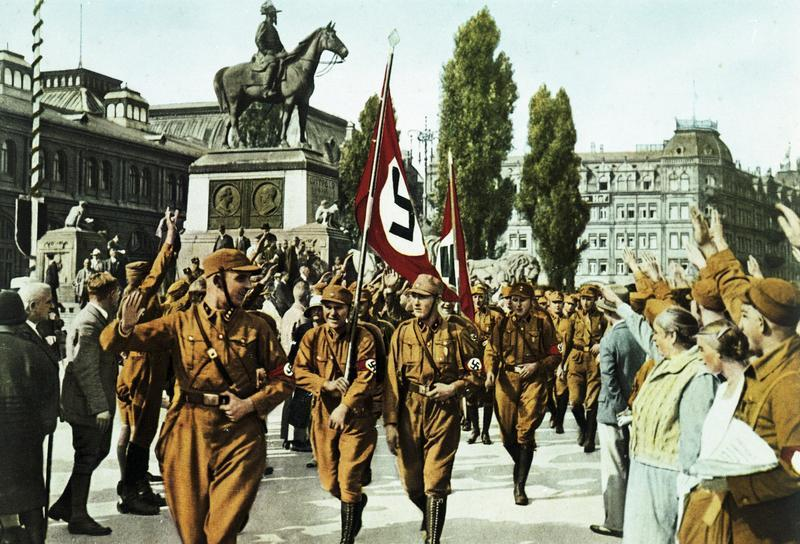
Horst Wessel en Núremberg, dirigiendo a las milicias (1929).

Integrado en un grupo de cincuenta hombres de las SA, Wessel viajó al Congreso del Partido Nazi en Núremberg, en agosto de 1927, tras unirse a otros nacionalsocialistas berlineses que llegaron a formar un grupo de cuatrocientos miembros, dirigidos por Goebbels. En ese momento las SA estaban prohibidas en Berlín, y aunque Wessel quitó importancia a la prohibición y al hecho de que hubieran asistido al Congreso de Núremberg, cuando los 450 «camisas pardas» regresaron a Berlín fueron inmediatamente arrestados por las autoridades.
Wessel pronto impresionó a Goebbels. En enero de 1928, coincidiendo con la época en la que las autoridades de la ciudad de Berlín habían prohibido a las SA en un esfuerzo por frenar la violencia callejera política, Wessel fue enviado a Viena para estudiar al grupo juvenil nacionalsocialista de la capital austríaca, así como a la organización y los métodos tácticos del Partido Nacionalsocialista austríaco. Tras pasar un tiempo en Viena, en julio de 1928 regresó a Berlín y pasó a trabajar con las secciones juveniles, y se dedicó a la tarea de reorganizar la estructura del Partido Nacionalsocialista berlinés utilizando una organización de «células» similar a la empleada por el Partido Comunista. Wessel hizo esto a pesar de que las reglas de la SA prohibían a sus miembros trabajar para el partido.

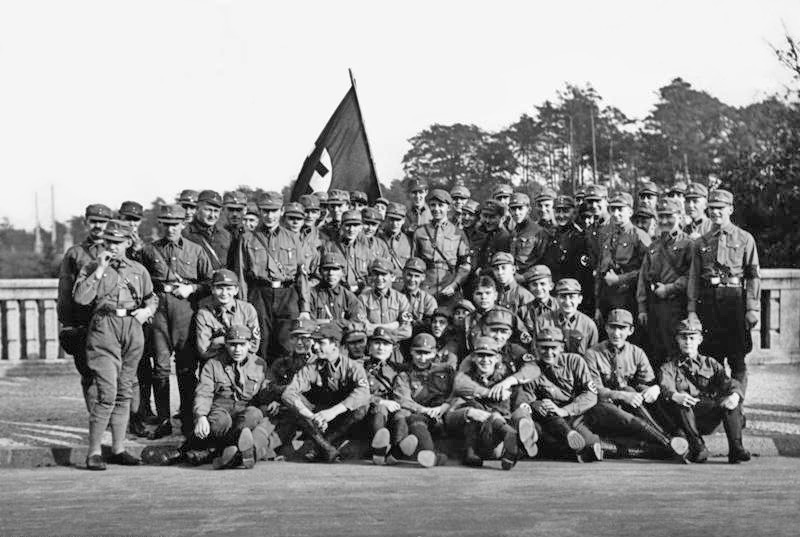
Wessel junto a los miembros del 34.º Estandarte de las SA de Berlín.

Wessel tocaba el schalmei —«chirimía»—, un instrumento de viento-madera de doble lengüeta que se tocaba en grupos denominados Schalmeienkapellen —«Orquestas de Schalmeien»—, y que en la actualidad todavía se utiliza en las celebraciones folclóricas. Wessel fundó una banda musical especializada en estos instrumentos, la SA Schalmeienkapelle, que se encargaba de interpretar la música durante los actos y eventos públicos de las SA. A comienzos de 1929, Wessel escribió la letra para una nueva canción de combate —Kampflied— NS, que se publicó unos meses después en uno de los periódicos de Goebbels, Der Angriff,  inicialmente bajo el título de «Der Unbekannte SA-Mann» —«El hombre desconocido de las SA»—. Sin embargo, este kampflied llegó a hacerse conocido como «Die Fahne Hoch» —«Izar la bandera»— y finalmente renombrado como «Horst-Wessel-Lied» —«Himno de Horst Wessel»—. Los NS acabarían haciendo de esta canción una especie de himno cooficial, junto a la primera estrofa del Deutschlandlied.
En 1929, Wessel se convirtió en el líder de la célula de las SA en la zona de Alexanderplatz. En mayo, fue nombrado líder de distrito de la SA para Friedrichshain, barrio en el que residía. Como consecuencia de toda esta actividad, en octubre de 1929 abandonó sus estudios universitarios para poder dedicarse al movimiento NS a tiempo completo.

### Erna Jänicke
Por esa misma época, la Alexanderplatz, el centro de la vida nocturna berlinesa, formaba parte del territorio de actuación de las milicias bajo el mando de Wessel. En septiembre de 1929, Horst conoció en un bar a Erna Jänicke, una prostituta de dieciocho años de edad. No pasó mucho tiempo hasta que Wessel se trasladó a vivir a su apartamento en la Große Frankfurter Straße —actual Karl-Marx-Allee—. La casera era Elisabeth Salm, cuyo difunto marido había sido un activo militante comunista. Al cabo de unos meses surgió una disputa entre Salm y Wessel en torno a un alquiler impagado.

### Muerte y repercusiones
Alrededor de las 22:00 del 14 de enero de 1930, Wessel recibió un disparo en la cabeza a quemarropa, al ser atacado por dos miembros del KPD en Friedrichshain. El ataque tuvo lugar en el número 62 de la Große Frankfurter Straße, el edificio donde vivían Wessel y Jänicke. Mientras yacía gravemente herido en el hospital, Goebbels ya estaba emitiendo informes afirmando que los que habían llevado a cabo el ataque eran «subhumanos comunistas degenerados». Horst Wessel acabó falleciendo en el hospital el 23 de febrero a consecuencia de una septicemia que había contraído durante su hospitalización. Tenía entonces veintidós años.
Tras su muerte, tanto los comunistas como los nazis ofrecieron diferentes versiones de los hechos. La investigación policial —dirigida por el Inspector jefe Teichmann— y varios tribunales determinaron que los motivos del asesinato de Wessel habían sido políticos y personales. El 17 de enero de 1930, la policía anunció el inicio de la búsqueda de su principal sospechoso: el militante del KPD Albrecht Höhler. Jänicke identificó a Höhler como el pistolero que habría disparado a Wessel. Un periódico de la época comentó que Jänicke conocía con anterioridad a Höhler, dado que Wessel la habría utilizado para así obtener información. Sin embargo, Jänicke respondió que ella nunca había espiado para Wessel, y que a Höhler solo lo conocía de «haberlo visto por la calle». Fuera cierta o no esta versión, ni la policía ni la justicia emprendieron acciones contra Jänicke; Höhler, por su parte, fue rápidamente arrestado, y condenado a seis años de cárcel por el tiroteo. La condena no fue muy elevada porque el tribunal encontró circunstancias atenuantes. Otros siete cómplices en diverso grado también fueron sentenciados a diversas penas de prisión.

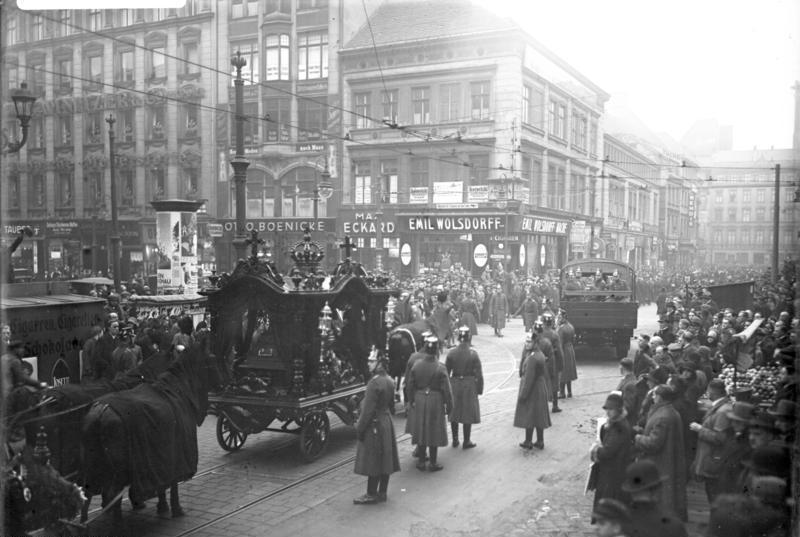
Cortejo fúnebre de Horst Wessel por las calles de Berlín (1930).

Wessel fue enterrado en Berlín el 1 de marzo de 1930. Contrariamente a la versión posterior ofrecida por los nazis, no hubo ataques durante el cortejo fúnebre. Su funeral fue profusamente filmado y se convirtió en un gran evento propagandístico del NSDAP. En previsión de que tuviesen lugar incidentes, la policía prusiana había prohibido las reuniones públicas, así como la exhibición de esvásticas en el cortejo fúnebre —con la excepción de unos pocos vehículos del partido nazi que sí las mostraron—. El ataúd de Wessel se exhibió en muchas partes del centro de Berlín, en una procesión que duró varias horas. Cuando el cortejo fúnebre alcanzó la Bülowplatz —actual Rosa-Luxemburg-Platz—, los miembros del KPD empezaron a cantar «La Internacional», aunque con posterioridad no tuvieron lugar mayores incidentes. Entre los asistentes al funeral de Wessel estaban Goebbels —que pronunció un discurso—, Franz Pfeffer von Salomon, Hermann Göring, y Augusto Guillermo de Prusia, el llamado «príncipe nacionalsocialista». Hitler, sin embargo, no estuvo presente en el entierro, a pesar de las presiones de Goebbels y Göring para que asistiera.

#### Secuelas
Cuando los nazis tomaron el poder en 1933, Albrecht Höhler fue sacado de su celda y ejecutado por las SA. En agosto de ese mismo año, otras tres personas fueron detenidas bajo la acusación de haber estado involucradas en el asesinato de Wessel: Solly Epstein, un pintor judío; Hans Ziegler, un barbero; y Peter Stoll, un sastre. En mayo de 1934, fueron juzgados y dos de los acusados, Epstein y Ziegler, terminaron siendo ejecutados en la Prisión de Plötzensee el 10 de abril de 1935.

## Fama póstuma

### Propaganda Nazi
El aparato propagandístico de Goebbels elevó a Wessel a la categoría de mártir del movimiento nazi. Ciertamente, en comparación con otros miembros fallecidos de las SA que no eran tan recordados, Wessel recibió una inusual atención por parte de la propaganda del partido. En un editorial publicado en el Völkischer Beobachter, el líder nazi Alfred Rosenberg escribió que Wessel no estaba muerto, sino que se había unido a un grupo de combate que seguía luchando con ellos; posteriormente, durante la Segunda Guerra Mundial, los nazis solían decir que cada soldado fallecido en combate, se había unido al «Grupo de combate de Horst Wessel».
Su historia fue llevada al cine. Hans Westmar fue una de las primeras películas de la era nazi que idealizó su biografía. Sin embargo, Goebbels no quedó satisfecho con la película y la prohibió de forma temporal, permitiendo finalmente su lanzamiento con varias alteraciones y con el nombre del personaje principal cambiado al ficticio «Hans Westmar». Parte del problema era que la representación realista que se hizo de las tropas de asalto de las SA, la cual incluía violentos choques callejeros con los comunistas, algo que no encajaba con la imagen que los nazis deseaban transmitir tras su llegada al poder; a diferencia de lo que ocurrió con Wessel, el personaje ficticio —Westmar— predicaba la reconciliación de clases y no se enfrentaba con su familia. Hans Westmar fue una de las primeras películas que representó gráficamente el concepto de «morir por Hitler» como una muerte gloriosa por Alemania, idea que se pretendió infundir al resto de sus compañeros de las SA.

### Homenajes

Emblema de la 18.ª División de Granaderos SS Horst Wessel

Tras la llegada de los nazis al poder, numerosas calles y topónimos de Alemania recibieron el nombre de «Horst Wessel». El 1 de mayo de 1934 la berlinesa Bülowplatz —y la estación de metro adyacente— fue renombrada como «Horst-Wessel-Platz», en honor al héroe nazi caído.
En 1936 la Kriegsmarine encargó la construcción de un buque escuela de tres mástiles que acabaría siendo bautizado como Horst Wessel. El navío sobrevivió a la Segunda Guerra Mundial y fue confiscado por los Estados Unidos como un trofeo de guerra; después de algunas modificaciones, el 15 de mayo de 1946 entró en servicio con la Guardia Costera de Estados Unidos bajo el nombre USCGC Eagle. Otras unidades militares alemanas adoptaron este sobrenombre: a la 18.ª División de Granaderos SS se la denominó «Horst Wessel»; en la Luftwaffe, el Ala de combate Zerstörergeschwader 26 y su unidad sucesora —el Jagdgeschwader 6— recibieron el apodo de «Horst Wessel». En este sentido, durante la batalla de Inglaterra, un exitoso ataque alemán contra la aviación británica llegó a ser celebrado en tanto que el nombre de Horst Wessel representaba la absoluta «devoción al deber» y les llevaría a la victoria.